# رومی القحطانی
رومی القحطانی (۲۹ ژوئیهٔ ۱۹۹۵) مدل سعودی است. زادۀ ریاض، دارای مدرک دندانپزشکی از دانشگاه ملک سعود است. عنوان ملکهٔ زیبایی عربستان سعودی در سال ۲۰۲۱ را به دست آورد. او در سال ۲۰۲۲ عنوان ملکهٔ زیبایی عرب را به دست آورد. در چندین مسابقه زیبایی شرکت کرده و در زمینه‌های محیط زیست، مسائل اجتماعی و توانمندسازی زنان فعال است.

## زندگی و پیشه
رومی القحطانی در ۲۹ ژوئیهٔ ۱۹۹۵ در ریاض، پایتخت عربستان سعودی زاده شد. در رشتهٔ پزشکی و جراحی دهان و دندان تحصیل کرد و تحصیلات دانشگاهی خود را با موفقیت در دانشگاه ملک سعود به پایان رساند. با این حال، او در بسیاری از زمینه‌های دیگر کار می‌کند. فعالیت خود را در شبکه‌های اجتماعی در سال ۲۰۱۶ آغاز کرد، اما فعالیت عملی واقعی در سال ۲۰۱۸ با شرکت در رویدادها، جشن‌ها و مهمانی‌های گوناگون، آغاز شد.در سازماندهی بسیاری از مهمانی‌ها و رویدادهای مهم در داخل عربستان تحت نظارت شرکتی که مالک آن است، شرکت کرد. همچنین از حساب‌های رسانه‌های اجتماعی خود برای کار به عنوان یک فعال و وبلاگ نویس استفاده کرد و شمار بسیار دنبالگرش شدند.
او در مسابقات ملکهٔ زیبایی شرکت کرد. پس از کسب عنوان ملکهٔ زیبایی عربستان سعودی در سال ۲۰۲۱، او شروع به اشتراک گذاری عکس‌هایی از پشت صحنه مراسم تاج‌گذاری خود از طریق حساب کاربری اینستاگرام خود کرد. در دیگر مسابقات زیبایی نیز شرکت کرد و تنها به رقابت‌های داخلی خود را محدود نکرد. او شروع به گسترش حرفهٔ خود و ورود به مسابقات بین‌المللی کرد، جایی که بیش از یک عنوان کسب کرد.در سال ۲۰۲۲، او لقب ملکهٔ زیبایی صلح عرب را به دست آورد. همچنین عناوین ملکهٔ زیبایی زنان عربستانی را به خود اختصاص داد. رومی القحطانی در رقابت‌هایی شرکت کرده است، از جمله: ملکهٔ زیبایی اروپا کانتیننتال در ناپل، مسابقهٔ ملکهٔ زیبایی خاورمیانه، مسابقهٔ ملکهٔ زیبایی وحدت عربی که برندهٔ این عنوان شد، ملکهٔ زیبایی آسیا که برنده شد، مسابقه بین‌المللی زیبایی زنان در رم، مسابقه بین‌المللی ملکهٔ زیبایی جهان در کامبوج، مسابقهٔ ملکهٔ زیبایی جهان عرب در مصر، مسابقهٔ ملکهٔ زیبایی وحدت عربی در الجزایر و مسابقه ملکهٔ زیبایی خاورمیانه و شمال آفریقا در عراق.
در سال ۲۰۲۴ به دستاورد جدیدی دست یافت، زیرا توسط هیئت داوران به عنوان یکی از ۸ شرکت کننده‌ای انتخاب شد که آن سال برای عنوان دوشیزه جهان رقابت کردند، که یک دستاورد در سطح محلی نیز است، زیرا برای اولین بار بود که پرچم پادشاهی عربستان سعودی بر روی صحنه این مسابقه برافراشته شد.

## زندگی شخصی
او مجرد است.از باشگاه النصر عربستان حمایت می‌کند.رومی القحطانی بر خلاف معمول، از پوشیدن بیکینی در طول مسابقات امتناع می‌ورزد و او به غیر از مایو، با لباس شنای سفارشی در مسابقهٔ دوشیزه آسیا حاضر شد. او خود را سفیر پادشاهی عربستان سعودی می‌داند و نه فقط یک شهروند زیبا. طبق گفته‌های خود، او از طریق این مسابقات تلاش می‌کند که ایدهٔ درستی از میراث عربستان سعودی را به جهان خارج منتقل کند.